# St. Vinzenz von Paul (Auloh)

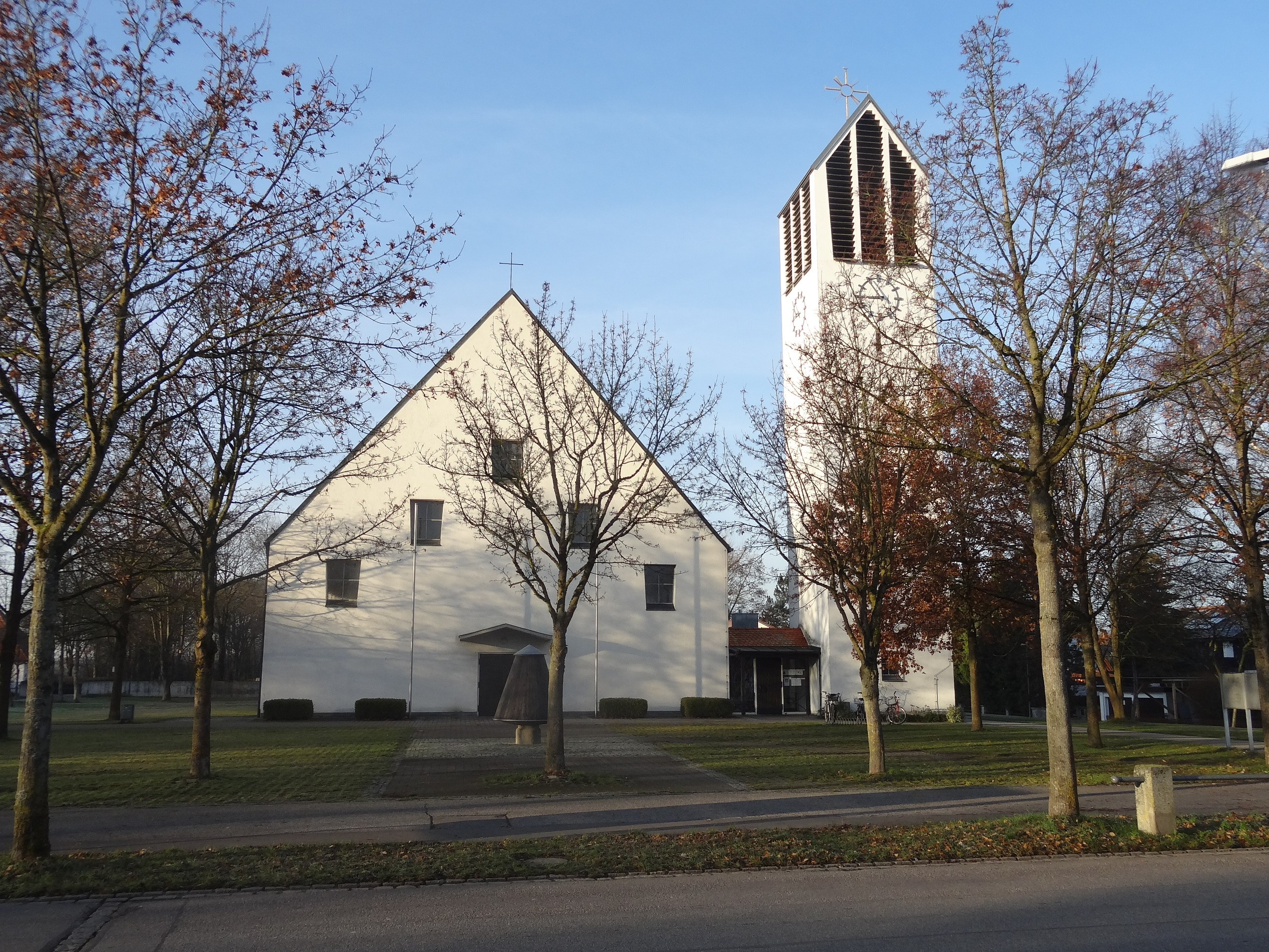
Außenansicht der Pfarrkirche St. Vinzenz von Paul in Auloh

Die römisch-katholische Pfarrkirche St. Vinzenz von Paul in Auloh, einem Stadtteil im Osten der niederbayerischen Bezirkshauptstadt Landshut, ist ein moderner Kirchenbau, der in den Jahren 1961/62 errichtet wurde. Kirchenpatron ist der heilige Vinzenz von Paul (Gedenktag: 27. September).

## Geschichte
Nach dem Zweiten Weltkrieg wurde aufgrund der Isarregulierung um Landshut Bauland gewonnen. So erfolgte auch in Auloh, östlich des geschlossenen Stadtgebiets von Landshut, eine starke Besiedlung, vor allem durch Heimatvertriebene, zu den zahlreiche Katholiken zählten, was eine eigene Kirche nötig machte. Der Grundstein zu dem Bau wurde 1961 gelegt; bereits im Folgejahr konnte die Kirche vorläufig benediziert werden. Sie wurde zunächst als Filialkirche der Pfarrei Adlkofen geführt. 1966 erfolgte die Konsekration und gleichzeitig die Erhebung zur Expositur; seitdem ist in Auloh ein eigenständiger Seelsorger tätig. In unmittelbarer Nähe zur Kirche wurde 1975 der in Trägerschaft der Pfarrei befindliche Kindergarten St. Vinzenz von Paul eröffnet. 1986 wurde das Pfarrheim eingeweiht, 1989 der Marienbrunnen auf dem Kirchenvorplatz. Im Jahr 2001 erhob Bischof Manfred Müller die Gemeinde St. Vinzenz von Paul in Auloh zu einer eigenen Pfarrei.

## Beschreibung

### Architektur
Bei der Pfarrkirche St. Vinzenz von Paul handelt es sich um einen längsrechteckigen Bau mit hohem Satteldach, der außen wie innen zeltartig wirkt. Im Westen schließt sich an den Gemeinderaum eine halbrunde Apsis an, welche den um drei Stufen erhöhten Altarbereich enthält. Gegenüber auf der Ostseite befindet sich das Hauptportal, darüber die Orgelempore. Der Kirchenraum wird auf der Ostseite durch trapezförmige Sprossenfenster beleuchtet, die in einer der Dachneigung folgenden Stufung angeordnet sind. Auf der Nord- und Südseite bezieht der Raum sein Licht durch in Dreiergruppen angeordnete, wiederum trapezförmige Sprossenfenster. Außerdem sind am Übergang vom Gemeinderaum zur Apsis längliche Verglasungen angeordnet, welche die gesamte Höhe der Apsis einnehmen. Durch diese erfolgt eine seitliche Beleuchtung des Chorraumes.

### Ausstattung
In der Apsisrundung hängt eine überlebensgroße Figur des gekreuzigten Christus, die um 1965 von dem Münchner Bildhauer Anton Rückel geschaffen wurde. Diese ist von einem Gemälde des Kirchenmalers Tobias Kammerer aus Rottweil hinterfangen, auf dem ein dezentes Kreuz aus schmalen roten Linien die fehlenden Kreuzbalken ersetzt. Das umgebende Gemälde aus zwei ineinander verdrillten, nach oben strebenden Wirbeln soll die Auferstehung Jesu Christi symbolisieren. Als Gegenpol hierzu tritt ein waagerechter, purpurfarbener Balken hervor, auf dessen Höhe eine Holzfigurengruppe um den Kirchenpatron Vinzenz von Paul angebracht ist. Der Zelebrationsaltar und der Tabernakelfuß stammen von dem Landshuter Steinmetz Hauptner. Die gesamte Ausstattung des Chorraums ist eine Stiftung der Barmherzigen Schwestern vom heiligen Vinzenz von Paul aus dem Mutterhaus in München.

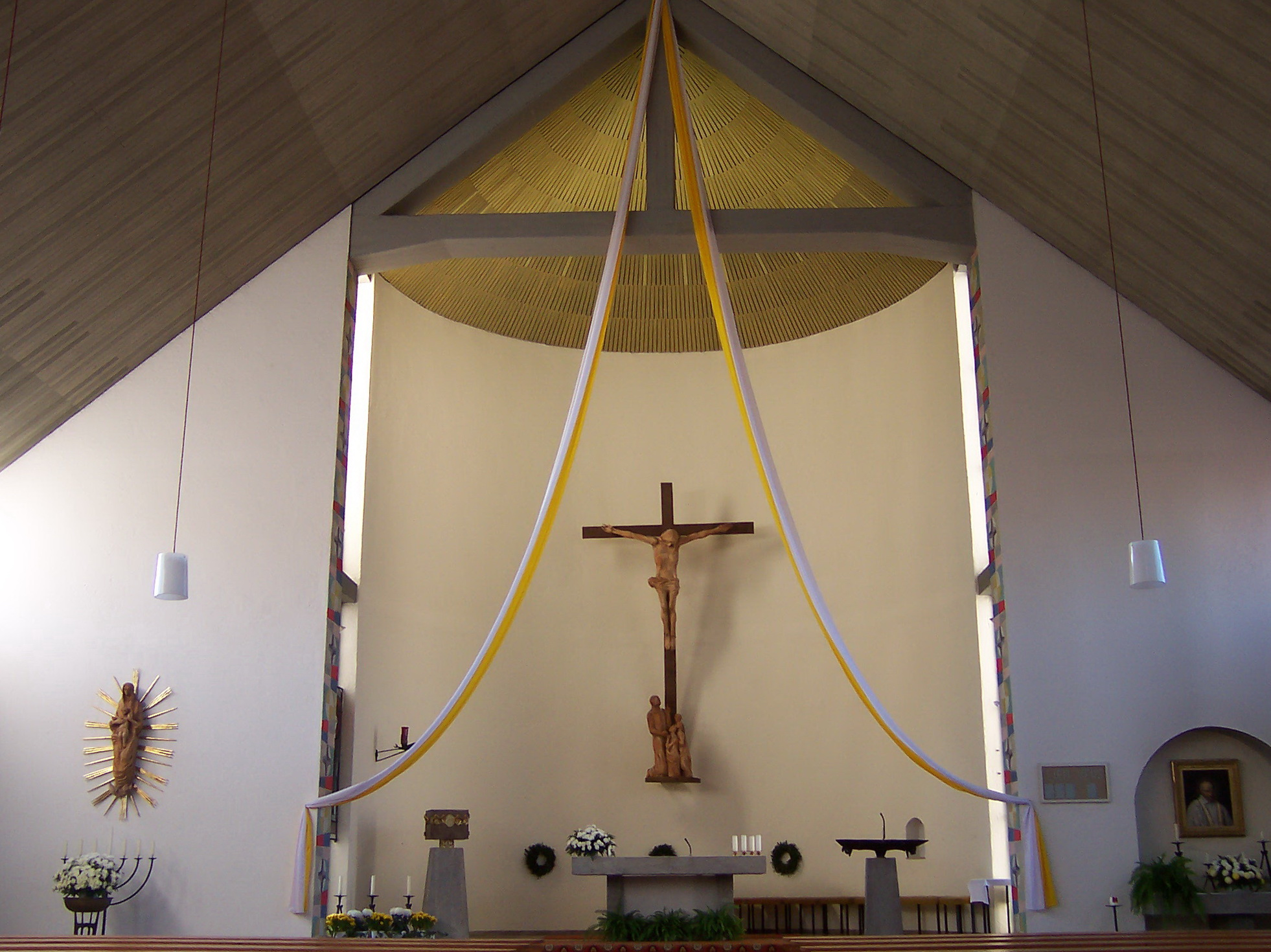
Innenansicht der Pfarrkirche St. Vinzenz von Paul in Auloh

An der westlichen Stirnwand befindet sich rechts der Apsis ein Seitenaltar, der zu Ehren des Kirchenpatron Vinzenz von Paul mit dessen Porträt geschmückt ist. Auf der linken Seite befindet sich anstelle eines weiteren Seitenaltares eine Madonna inmitten eines Strahlenkranzes, die ebenfalls Anton Rückel geschaffen hat. Schräg davor wurde im Jahr 2010 ein neuer Taufstein aufgestellt. Dieser besteht aus einer runden Steinsäule, die von dem Steinmetz Hauptner aus Landshut stammt, einem Edelstahlbecken, das ein lokaler Metallbaubetrieb fertigte, und einem Deckel, der vom Vorgänger übernommen wurde. Der Kreuzweg wurde 1965 von der aus Straubing stammenden Künstlerin Marianne Worlitscheck gestaltet. An der Brüstung der Orgelempore ist eine sogenannte Apostelreihe zu sehen. Hier sind nebeneinander zwölf Bildtafeln mit den Aposteln in traditioneller Gewandung zu sehen.
Die Griffe der Doppeltüre des Hauptportals wurden ebenfalls von Anton Rückel entworfen. Außen ist am oberen Ende der Griffe jeweils ein Medaillon mit den Buchstaben Chi (Χ) und Rho (Ρ) für „Christus“ zu sehen. Darunter sind die Buchstaben Alpha (Α) und Omega (Ο) sowie ein Fischsymbol dargestellt. Auf der Innenseite befindet sich jeweils mittig an den Griffen ein Medaillon mit einem Kreuz, darunter die Buchstaben ΙΧΘΥΣ für „Christus“. Diese Buchstaben bilden auch das griechische Wort für „Fisch“, daher die Symbolik.

### Orgel

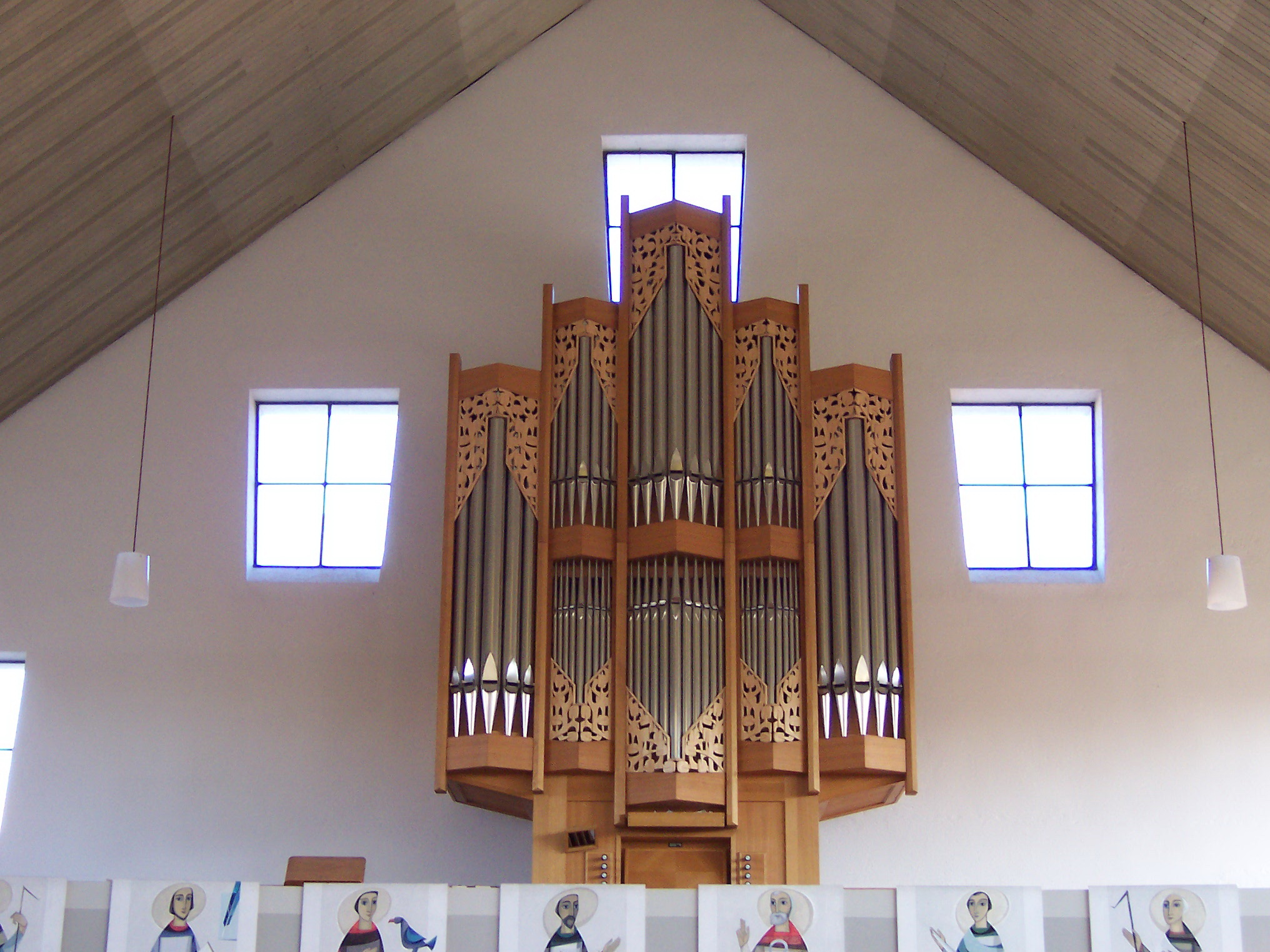
Schädler Orgel

Im Jahr 1997 wurde zum Abschluss einer Innenrenovierung eine neue Orgel der Firma Schädler aus Donaustauf eingebaut. Das Schleifladeninstrument mit mechanischer Spiel- und Registertraktur und insgesamt 15 Registern auf zwei Manualen und Pedal wurde am 28. September 1997 in einem feierlichen Gottesdienst seiner Bestimmung übergeben. Zugleich waren auch das Gehäuse aus massiver Eiche und der eingebaute Spieltisch errichtet worden. Die Disposition lautet wie folgt:
| I Hauptwerk C–g3 |             |       |
| 1.               | Prinzipal   | 8′    |
| 2.               | Bordun      | 8′    |
| 3.               | Oktave      | 4′    |
| 4.               | Blockflöte  | 4′    |
| 5.               | Superoktave | 2′    |
| 6.               | Mixtur IV   | 1 ⁄3′ |
|                  | Tremulant   |       |

| II Schwellwerk C–g3 |                |                |
| 7.                  | Gedeckt        | 8′             |
| 8.                  | Salicional     | 8′             |
| 9.                  | Holzflöte      | 4′             |
| 10.                 | Querflöte      | 2′             |
| 11.                 | Sesquialter II | 2 ⁄3′ + 1 3⁄5′ |
| 12.                 | Oboe           | 8′             |
|                     | Tremulant      |                |

| Pedal C–f1 |          |     |
| 13.        | Subbaß   | 16′ |
| 14.        | Baßflöte | 8′  |
| 15.        | Fagott   | 16′ |

- Koppeln: II/I, I/P, II/P
- Spielhilfe: Plenotritt